# 殷踐猷
殷践猷（?—?），字伯起，唐朝官员，出自陈郡殷氏，南陈给事中殷不害五世孙，殷闻礼曾孙，殷令言之孙，殷子敬之子，申州刺史、冬官郎中殷仲容从子，颜真卿的舅舅。
殷践猷博学，明《汉书》《史记》，精通氏族、历数、医方。与贺知章、陆象先、韦述关系友善，贺知章称他为“五总龟”，意思说龟千年五聚，问无不知。初任杭州参军，举文儒异等科，授秘书省学士，转任曹州司法参军，兼丽正殿学士。右散骑常侍元行冲知丽正院，上表请通撰古今书目，名为《群书四录》，命殷践猷和学士鄠县尉毋煚、栎阳尉韦述、太学助教余钦等分部修检。毋煚、韦述、余钦总缉部分，殷践猷、进士王惬治经，韦述、余钦治史，毋煚、刘彦直治子，王湾、刘仲丘治集。一年多后，开元九年（721年）十一月，书成，共二百卷。殷践猷以叔父去世，哀痛吐血而亡，年四十八岁。殷践猷少子殷寅，官至太子校书、永宁尉；孙殷亮，官至给事中、杭州刺史；弟弟殷季友，官至秘书郎；族子殷成己，官至晋州长史；殷仲容子殷承业，官至太子左谕德、右威卫将军。